# Повала из Тачева
Никола́й Пова́ла из Тачева герба Огоньчик (часто Пова́ла из Тачева или Никола́й из Тачова) (пол. Mikołaj Powała z Taczewa; приблизительно 1380 — после 1415) — польский рыцарь и политический деятель, участник битвы при Грюнвальде.

## Биография
Повала из Тачева считался в своё время одним из самых храбрых и сильных польских рыцарей. Он участвовал в Великой войне с Тевтонским орденом, сражался при Грюнвальде (накануне этой битвы был призван на военный совет) и под Короновым. Повала захватил во время этой войны богатую добычу, благодаря чему смог расширить свою усадьбу в Тачеве. Король Владислав II пожаловал его должностями стольника краковского и подкомория сандомирского. В 1412 году Повала участвовал в рыцарском турнире в Буде.
Повала стал второстепенным персонажем романа Генрика Сенкевича «Крестоносцы». Его дальний потомок Яцек Тачевский действует в романе Сенкевича «На поле славы».